# Puente Santa Rosa
Santa Rosa es un puente ubicado entre los distritos de Lima y Rímac, en la ciudad de Lima, capital del Perú. Cruza el río Rímac y la vía de Evitamiento, y forma parte del trazado de la avenida Tacna.

## Historia
En 1961, durante la gestión edil de Héctor García Ribeyro, parte del Santuario de Santa Rosa de Lima fue demolido con el fin de ampliar la avenida Tacna y proyectarla hacia el distrito del Rímac.